# Guiaguínskaya
Guiaguínskaya (en ruso: Гиаги́нская, en adigué: Джаджэ) es una stanitsa, centro administrativo del raión homónimo, en la república de Adiguesia, en Rusia. Está situada en el límite del Gran Cáucaso a orillas del río Guiagá, afluente del río Labá (a su vez tributario del Kubán, 35 km al norte de Maikop, la capital de la república. Tenía 14 121 en 2010
Los asentamientos de Goncharka (11 km al sudoeste) y Cheriomushkin (8 km al sur), así como el pueblo de Pervomaiski (9 km al norte) pertenecen al municipio de la stanitsa.

## Historia
La stanitsa Guiaguínskaya fue fundada en 1862 por cosacos de Kubán en el marco de la línea defensiva de la, en ese entonces, frontera meridional del Imperio ruso. El traslado en 1861 de las operaciones militares directamente a las montañas y la necesidad de refuerzo de las posiciones en el río Bélaya permitió comenzar una asimilación más intensa de las llanuras premontañosas, de Zakubania (los modernos krai de Krasnodar y república de Adiguesia). Esto era exigido asimismo por la necesidad imperiosa de la ampliación de la red de caminos, que debía abastecer a la seguridad y al correo entre las zonas ya industrializadas y las stanitsas. En la parte de la línea defensiva de Beloréchensk para esta tarea se decidió la edificación de una nueva stanitsa sobre el río Giagá, afluente del Labá, en cuyo curso ya se habían fundado algunos puestos: Krasnaya bashnia, Nizhne-Giaginski, y Giagá, fundada en 1830. El primer documento que testimonia la instalación de la nueva stanitsa sobre el río Giage es la disposición del jefe del estado mayor del ejército de los cosacos de Kubán, fechada el 22 de mayo de 1862, en que él, dirigiéndose por orden del comandante del ejército del óblast de Kubán, conde Evdokimov, al jefe del 20 Regimiento Ecuestre el starshiná Fiódor Baum. El 7 de junio de 1862 el starshiná Fiodor Baum informaba mediante una instancia que después de su regreso de Stávropol, donde se encontraba la sede del comandante del ejército del óblast de Kubán, encontró suficiente cantidad de los cazadores para la migración, registrándose las listas de su composición y que serían enviadas en el futuro próximo. El starshiná definía el lugar como magnífico para la colonización, cerca de los cuarteles y de las stanitsas Jánskaya y Beloréchenski.
En 1864 la localidad abre su escuela. En 1872 forma parte de la ruta postal entre Maikop y Ust-Labinsk. Para 1876, cuenta ya con dos iglesias, la de Mijaíl Arcángel (1872) y la iglesia Voznesenski. En 1892 se construía la iglesia Rozhdestva Presviatoi Bogoroditsy, a la que más tarde, en 1904, se añadía un campanario de madera. A finales de 1934, se convirtió en centro administrativo de un raión dentro del krai de Azov-Mar Negro. Este raión se integró en 1936 en el Óblast Autónomo Adigués, precursor de la actual república.

## Demografía

### Evolución demográfica
| 1959   | 1970   | 1979   | 1989   | 2002   | 2010   |
| ------ | ------ | ------ | ------ | ------ | ------ |
| 10 248 | 13 647 | 14 057 | 14 522 | 15 160 | 14 121 |

### Nacionalidades
De los 15 160 habitantes con que contaba en 2002, el 86.4 % era de etnia rusa, el 4.9 % era de etnia adigué el 2.2 % era de etnia ucraniana, el 2.1 % era de etnia armenia y el 0.1 % era de etnia kurda

## Economía e infraestructura
Guiaguínskaya es un centro agrícola de la región en la que se cultivan principalmente fruta y vegetales, así como pienso para caballos y ovejas. En la localidad se halla una serie de industrias de la industria alimentaria.
El asentamiento está situado en la línea de ferrocarril electrificado Armavir-Tuapsé, en el ferrocarril del Cáucaso Norte (kilómetro 1733 desde Moscú, 81 desde Armavir) y cuenta con una estación en ella. La localidad es atravesada por la carretera regional R256, que desde el centro de la república, de Maikop pasa por Shovgenovski y Koshejabl, entra en el krai de Krasnodar, pasando por Labinsk, desde donde se adentra en la república de Karacháyevo-Cherkesia para finalizar al sur de Ust-Dzhegutá en la carretera principal A155. Cuatro kilómetros al noroeste de la localidad se halla el aeródromo de Guiaguínskaya.